# Labuhan Makmur
Labuhan Makmur is een bestuurslaag in het regentschap Mesuji van de provincie Lampung, Indonesië. Labuhan Makmur telt 639 inwoners (volkstelling 2010).